# جزیرک

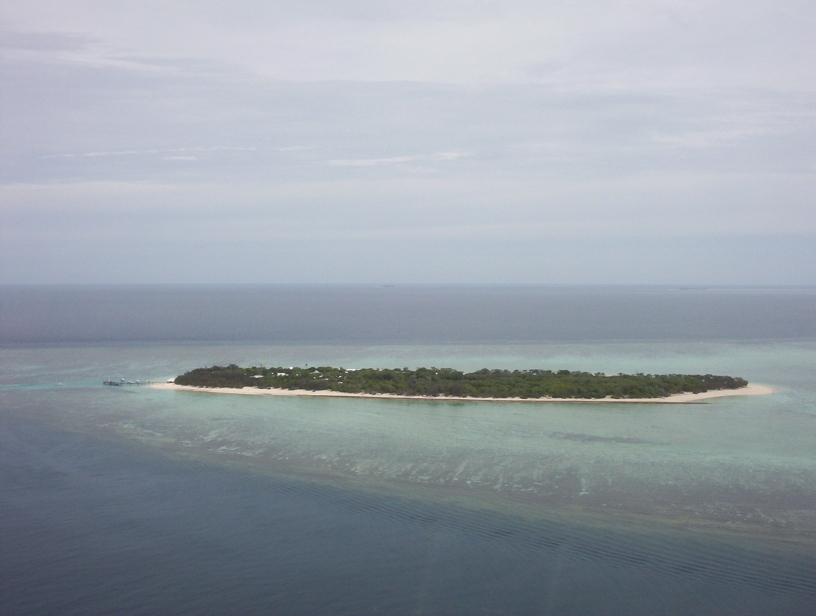
جزیرک هرون، استرالیا.

جزیرک (انگلیسی: Cay) واژه‌ای است که به جزیره‌های کوچک، کم‌ارتفاع و ماسه‌ای برآمده از سطح یک صخره مرجانی اشاره دارد. در فارسی به جزیرک، مَله هم گفته شده‌است.
جزیرک‌ها به تعداد زیاد در محیط‌های گرمسیری در سراسر اقیانوس آرام، اقیانوس اطلس و اقیانوس هند (از جمله در دریای کارائیب و در سد بزرگ مرجانی و سد مرجانی بلیز) دیده می‌شوند.
جزیرک‌ها اغلب دستخوش امواج و توفان‌ها می‌شوند.
هنگامی که جریان‌های اقیانوس رسوبات سست را از روی سطح یک صخره به یک گره رسوبی انتقال می‌دهند، جزیرک شکل می‌گیرد. شکل‌گیری جزیرک‌ها معمولاً در جایی صورت می‌گیرد که جریان آب کند می‌شود یا با جریان دیگری ادغام می‌شود و بار رسوبی خود را رها می‌کند. در این روند، به تدریج، لایه‌های رسوبی بر روی سطح صخره‌ها جمع می‌شوند.